# Edwardzetes armatus
Edwardzetes armatus är en kvalsterart som först beskrevs av Hammer 1958.  Edwardzetes armatus ingår i släktet Edwardzetes och familjen Ceratozetidae. Inga underarter finns listade i Catalogue of Life.